# Piper semicordulatum
Piper semicordulatum är en pepparväxtart som beskrevs av William Trelease. Piper semicordulatum ingår i släktet Piper och familjen pepparväxter. Inga underarter finns listade i Catalogue of Life.